# Apriona rheinwartii
Apriona rheinwartii är en skalbaggsart som beskrevs av Thomson 1878. Apriona rheinwartii ingår i släktet Apriona och familjen långhorningar. Inga underarter finns listade i Catalogue of Life.